# Dieppe
Dieppe [djɛp] ist eine französische Stadt im Département Seine-Maritime in der Region Normandie. Sie ist Unterpräfektur des gleichnamigen Arrondissements und Hauptort (chef-lieu) von zwei Kantonen.

## Geografie
Der See- und Fischereihafen an der Alabasterküste mit 28.599 Einwohnern (Stand 1. Januar 2022) befindet sich an jener Stelle, an der der Fluss Arques in den Ärmelkanal mündet. Ihm gegenüber, auf der englischen Seite des Kanals liegt Newhaven, East Sussex.

## Geschichte
Dieppe wurde um das Jahr 900 circa 150 Jahre vor der Eroberung Englands durch Wilhelm den Eroberer von Normannen besiedelt. Das englische Wort deep für „tief“ und „Dieppe“ haben denselben germanischen Ursprung. Es bezieht sich auf die natürliche Hafeneinfahrt des Ortes, der für den Seehandel schon immer ideal war.
Der Ort wurde zweimal vollständig zerstört: Das erste Mal 1195 durch den Kapetinger Philipp II. August, das zweite Mal 1694 durch eine niederländisch-englische Flotte unter Admiral Berkeley, der die Stellungen der im Ärmelkanal operierenden französischen Korsaren vernichten wollte. Dem Neuaufbau nach dem Bombardement von 1694, das einen Flächenbrand verursachte, verdankt Dieppe sein barockes Aussehen.
Ab dem 16. Jahrhundert war Dieppe ein Ausgangspunkt für die französischen Entdeckungsreisen. Jehan Ango, ein bedeutender normannischer Reeder und Geschäftsmann, der zahlreiche Reisen nach Südamerika finanzierte, wurde 1480 oder 1481 in Dieppe geboren und starb 1551 auch dort.

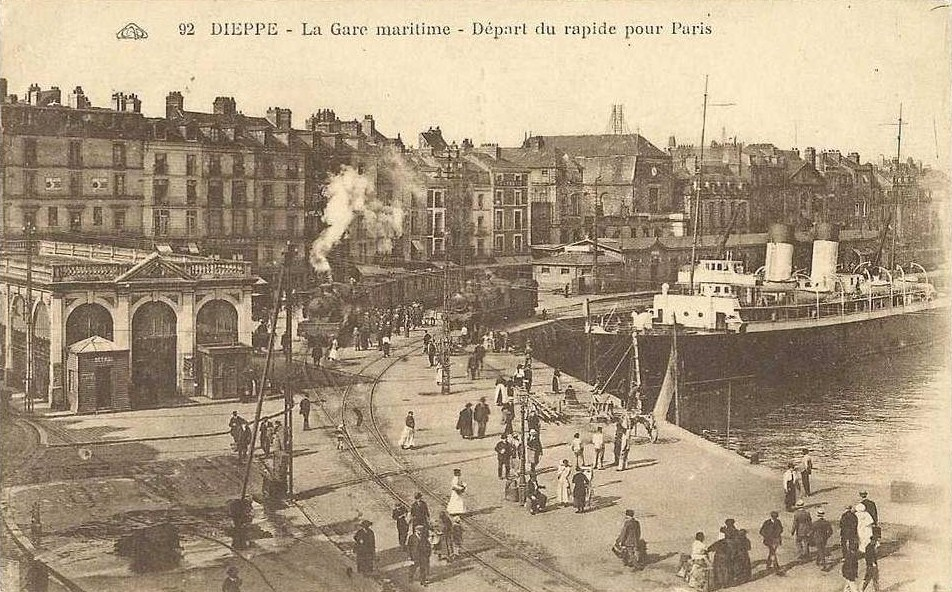
Hafenbahnhof Dieppe-Maritime mit Schnellzug nach Paris, vor 1920

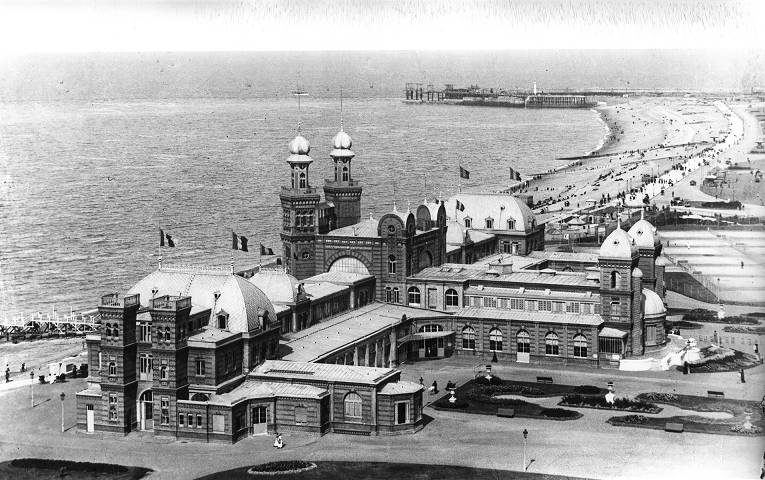
Casino mauresque, errichtet 1823

Ab 1822 realisierte der Architekt Chatelin für den Grafen de Brancas einen umfangreichen Badekomplex mit Wandelgang, Säulenhalle und Herren- und Damen-Pavillons. Ab 1824 besuchte die Herzogin Marie-Karoline von Berry, Mutter von Henri d’Artois, fast jeden Sommer Dieppe und lancierte das Seebad, auch um den Ruhm der Bourbonen-Dynastie zu mehren. Mit der Julirevolution von 1830 endete die Herrschaft der Bourbonen, Dieppe kam aus der Mode.
1848 wurde die Eisenbahnstrecke von Paris nach Dieppe eröffnet. Zur Zeit Napoléon III. wurde Dieppe der erste mondäne Badeort Frankreichs nach dem Vorbild des englischen Seebades Brighton. Sowohl die Bahn von Paris als auch die Fähren von Newhaven brachten Badegäste nach Dieppe. Das magische Licht in der Gegend lockte viele Künstler an. Die Impressionisten Camille Pissarro und Eugène Delacroix waren die ersten Maler, die Dieppe für sich entdeckten. Ihnen folgten Eva Gonzalès, Ernst Oppler und andere. Den romantischen Komponisten Camille Saint-Saëns zog es ebenfalls in den Ort, wie auch den naturalistischen Schriftsteller Guy de Maupassant. Als Léon Blums Volksfront 1936 das Urlaubsentgelt einführte, nahm der Tourismus in Dieppe noch einmal einen Aufschwung.
Im Zweiten Weltkrieg fand am 19. August 1942 die Operation Jubilee statt: Alliierte Truppen, insbesondere aus Kanada, versuchten, in einer Stärke von etwa 6.000 Mann am Strand von Dieppe zu landen. Dieppe war zu diesem Zeitpunkt von deutschen Truppen besetzt. 907 Kanadier und mehrere hundert Soldaten anderer Nationen (Briten, Amerikaner und Deutsche) fielen; 119 alliierte Flugzeuge gingen verloren (davon mit 106 Stück der höchste Tagesverlust in der Geschichte der RAF), ungefähr 2.000 Mann kamen in deutsche Kriegsgefangenschaft. Von den 4.963 Kanadiern kehrten 2.210 nach dem Einsatz zurück, viele davon verwundet. Am 1. September 1944 erreichte das II. Kanadische Korps Dieppe. Kanadische Aufklärer (sie fuhren von Rouen aus per Motorrad nach Dieppe) hatten gemeldet, dass die Wehrmacht Dieppe am Tag zuvor geräumt hatte.

## Kultur und Sehenswürdigkeiten

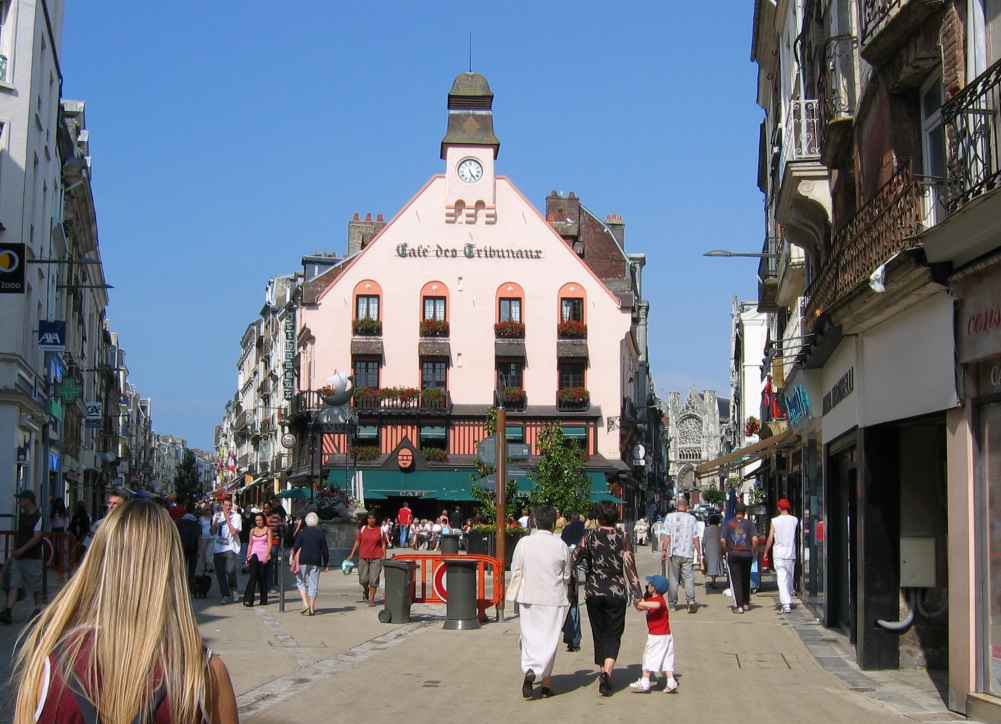
Place du Puits-Salé

Die Burg Dieppe von 1433 beherbergt heute das Stadtmuseum. Dieses behandelt die Stadtgeschichte, das Kunsthandwerk, besitzt Elfenbeinschnitzereien, Militaria und eine Gemäldesammlung (u. a. von Georges Braque und zwei Bilder von Pierre-Auguste Renoir). In der Stadt befinden sich mehrere Kirchengebäude, so die gotische Kathedrale Saint-Jacques, die Kirche Saint-Rémy aus dem 16. und 17. Jahrhundert und die Kirche Notre-Dame-de-Bon-Secours von 1876 im Stadtteil Le Pollet mit schönem Blick über die Stadt. Das Museum Cité de la Mer zeigt Aquarien und Ausstellungen über den Schiffbau, die Handelsflotte und die Fischerei. Von Frans Hogenberg wurde 1590 als Kupferstich eine Illustration der Hugenottenkriege mit dem Titel Diepe. Diepe die Stat belegert war, Durch des von Meyne hores schar, Nauarra die entsetzen wolt, … angefertigt.

## Drachenfest

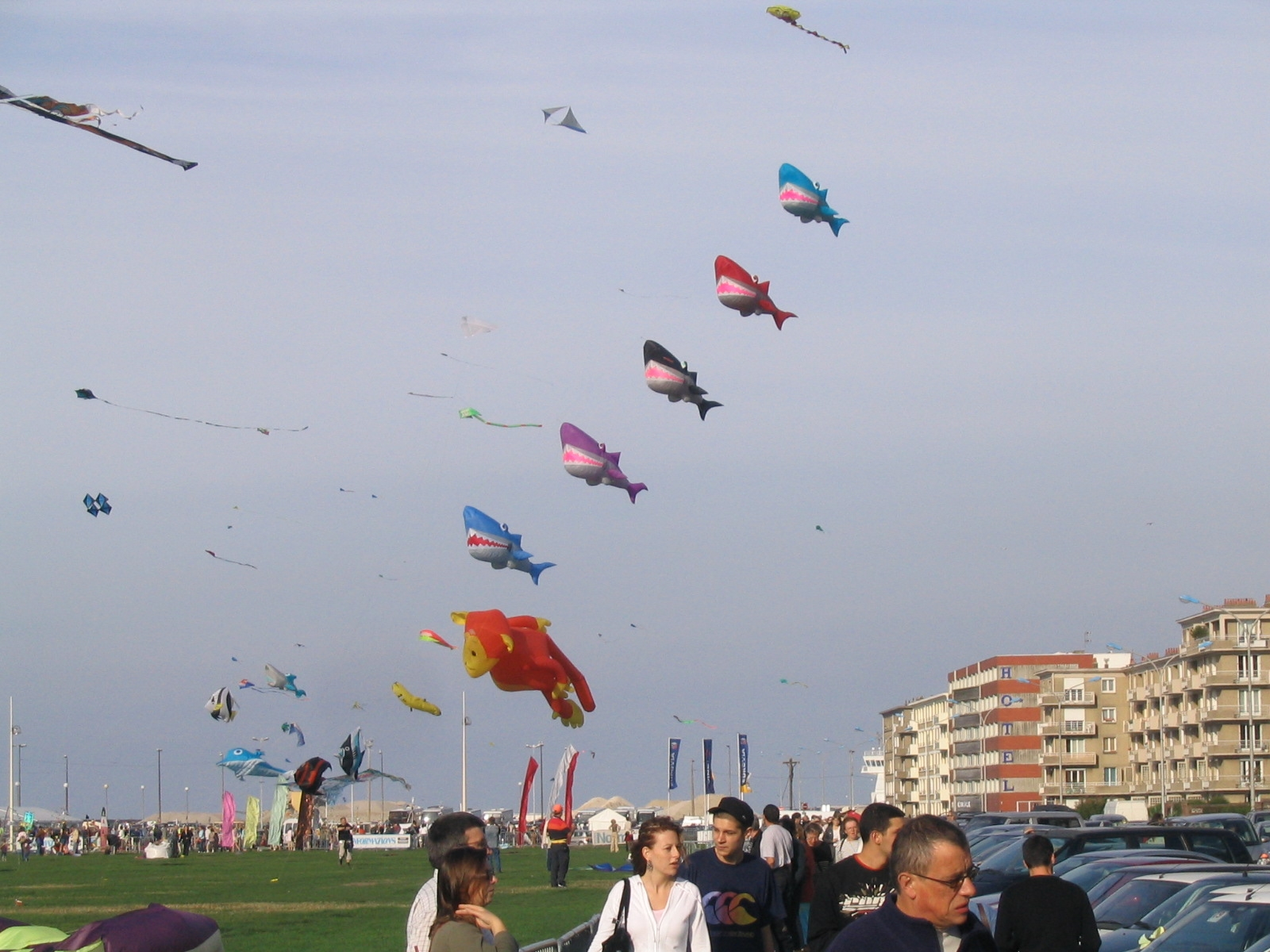
Drachenfest

Das am Strand von Dieppe im Spätsommer stattfindende Drachenfest gilt als das größte organisierte Drachenfest der Welt. Alle zwei Jahre werden hunderte Drachenflieger aus aller Welt an die Kanalküste eingeladen, um an einer 150 Meter langen Promenade in einem Zelt die typischen Drachen ihres Landes darzustellen. Es kommen einerseits große Delegationen sowie auch Einzelpersonen wie Peter Lynn aus Neuseeland oder Robert Brasington aus Tasmanien.
In den Jahren, in denen das Drachenfest nicht in Dieppe in Frankreich stattfindet, wird es in der gleichnamigen Partnerstadt Dieppe (New Brunswick) in Kanada durchgeführt.

## Wirtschaft und Infrastruktur

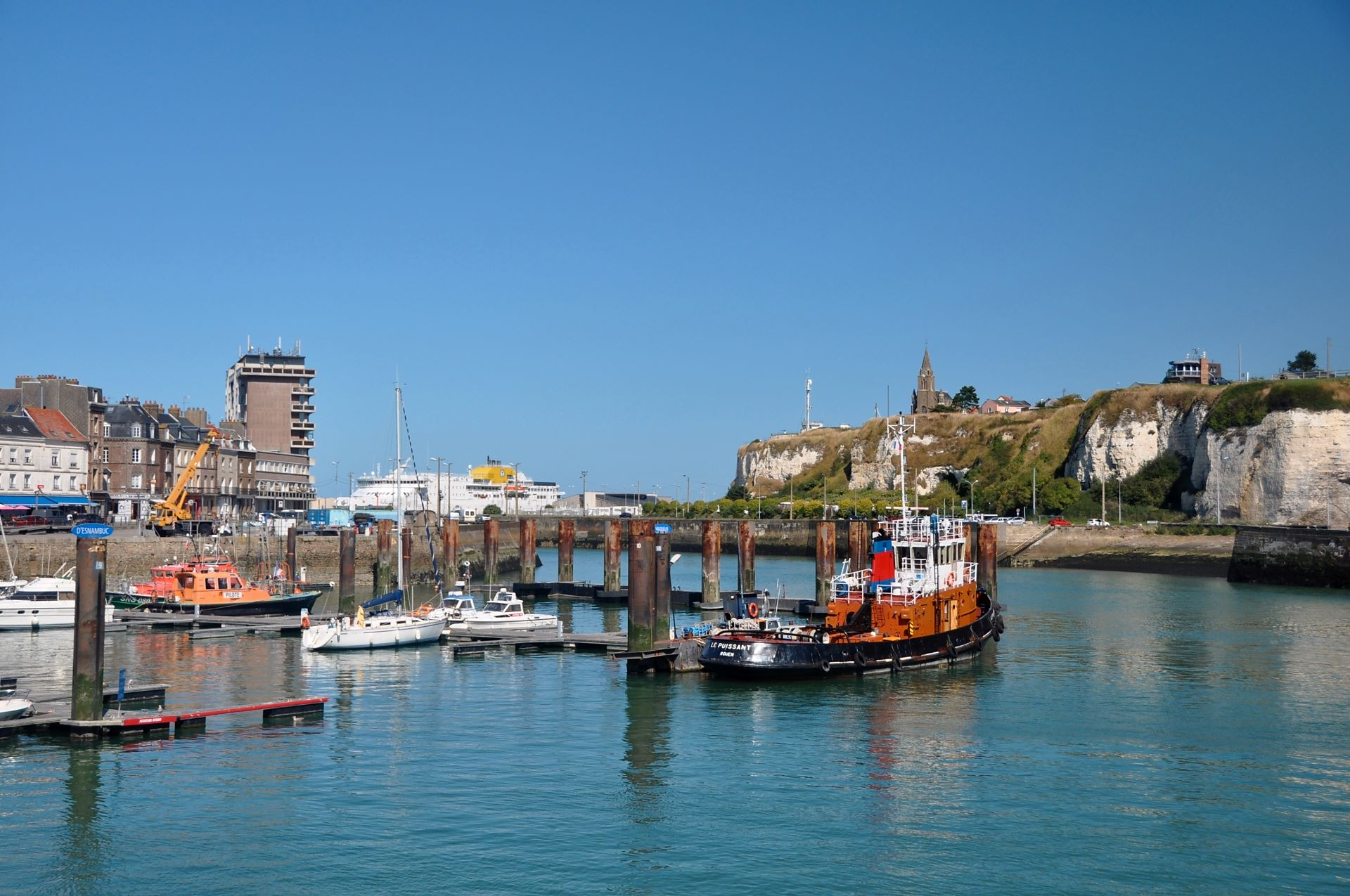
Hafeneinfahrt (Blickrichtung Meer)

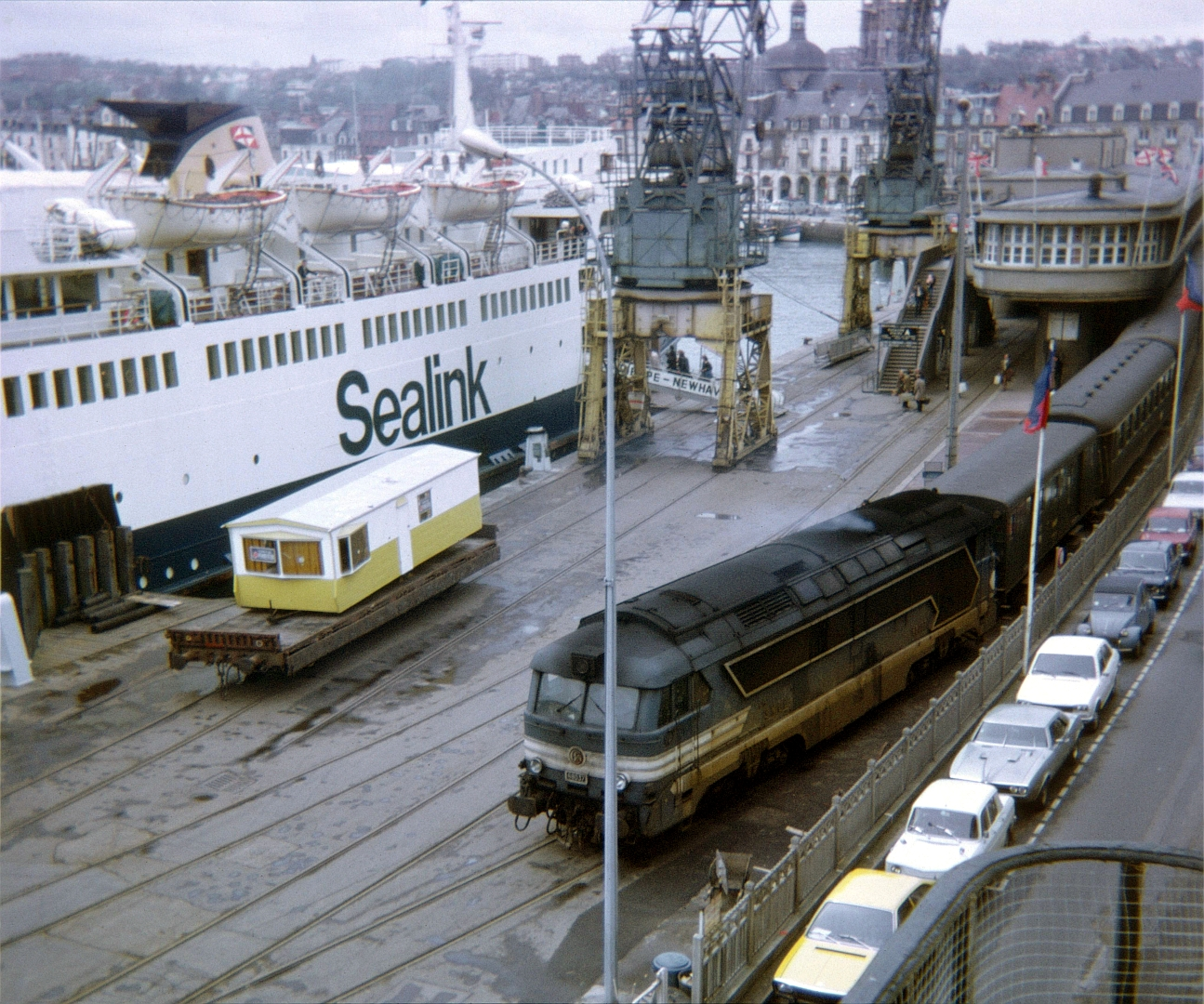
Fähre und Fernzug im Hafenbahnhof Dieppe-Maritime (1973)

Dieppe ist ein bedeutender See- und Fischereihafen und verfügt über einen Yachthafen mit 500 Liegeplätzen. Angeliefert werden hauptsächlich exotische Früchte wie Bananen und Ananas. Täglich gibt es bis zu vier Verbindungen mit der Autofähre nach Großbritannien. Die Überfahrt dauert gut vier Stunden; im Sommer verkehrt zusätzlich eine kleine Schnellfähre vom Typ SeaCat; mit dieser dauert die Reise nur etwa zwei Stunden.
Im Jahr 1848 erreichte die Eisenbahn die Stadt von Rouen über Malaunay an einem Kopfbahnhof. Gebaut wurde er von der Compagnie des chemins de fer de Dieppe et de Fécamp, ab 1855 wurden Strecke und Bahnhof von der Compagnie des chemins de fer de l’Ouest (Ouest) betrieben. Um den Passagieren das Umsteigen zwischen den Fernzügen und den Fährschiffen zu erleichtern, wurde 1874 der Bahnhof Dieppe-Maritime angelegt. 1994 wurden, nach der vorübergehenden Einstellung des Fährbetriebs, das dorthin führende Gleis und der Bahnhof Dieppe-Maritime wieder abgebaut. Aktuell wird Dieppe nur noch von Regionalzügen des TER Normandie von und nach Rouen bedient.
Die Stadt liegt circa zwei Autostunden von Paris entfernt und ist vor allem an Wochenenden ein beliebtes Ausflugsziel für die Pariser Bevölkerung. Kurz vor der Stadt endet die Nationalstraße N 27 in Verlängerung der Autobahn A 151.
Der Flugplatz Dieppe-Saint-Aubin liegt südlich der Stadt, er hat nur eine untergeordnete Bedeutung. Die Sportwagenfirma Alpine hat ihren Sitz in Dieppe.

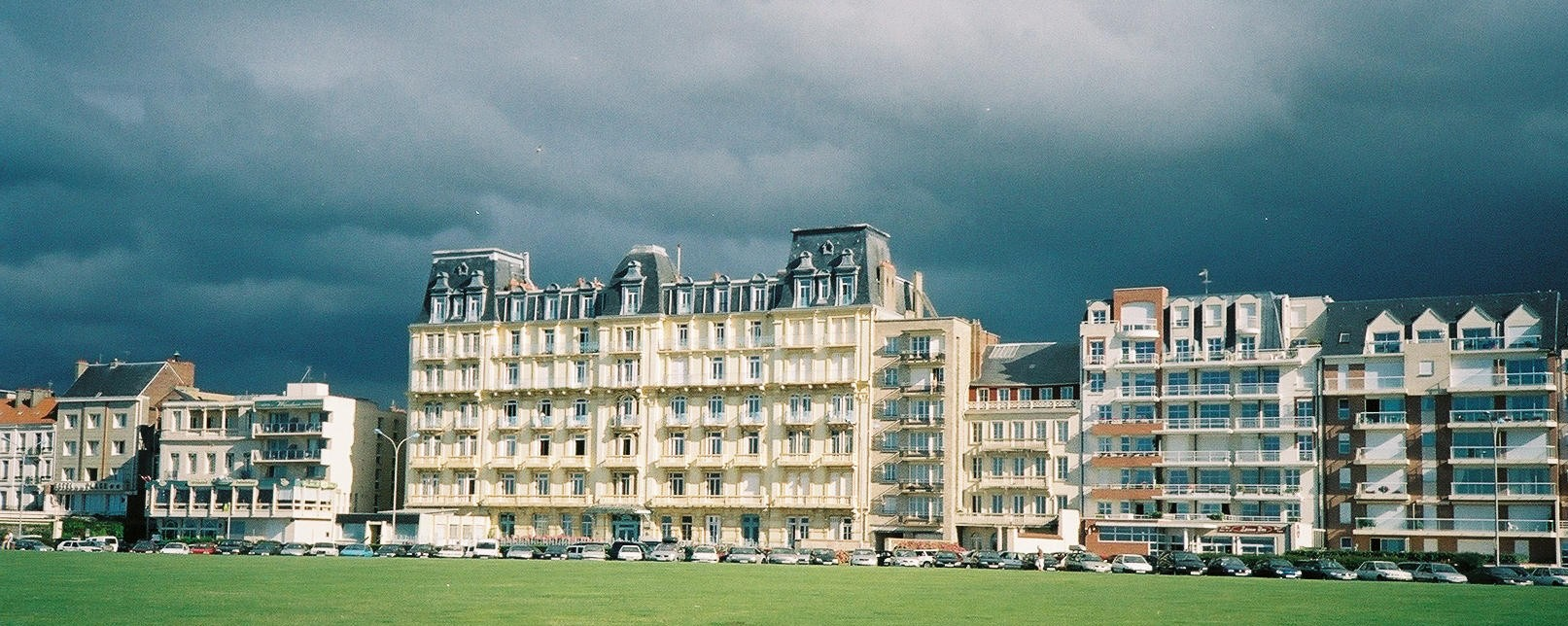
Hotel Royal am Boulevard Verdun
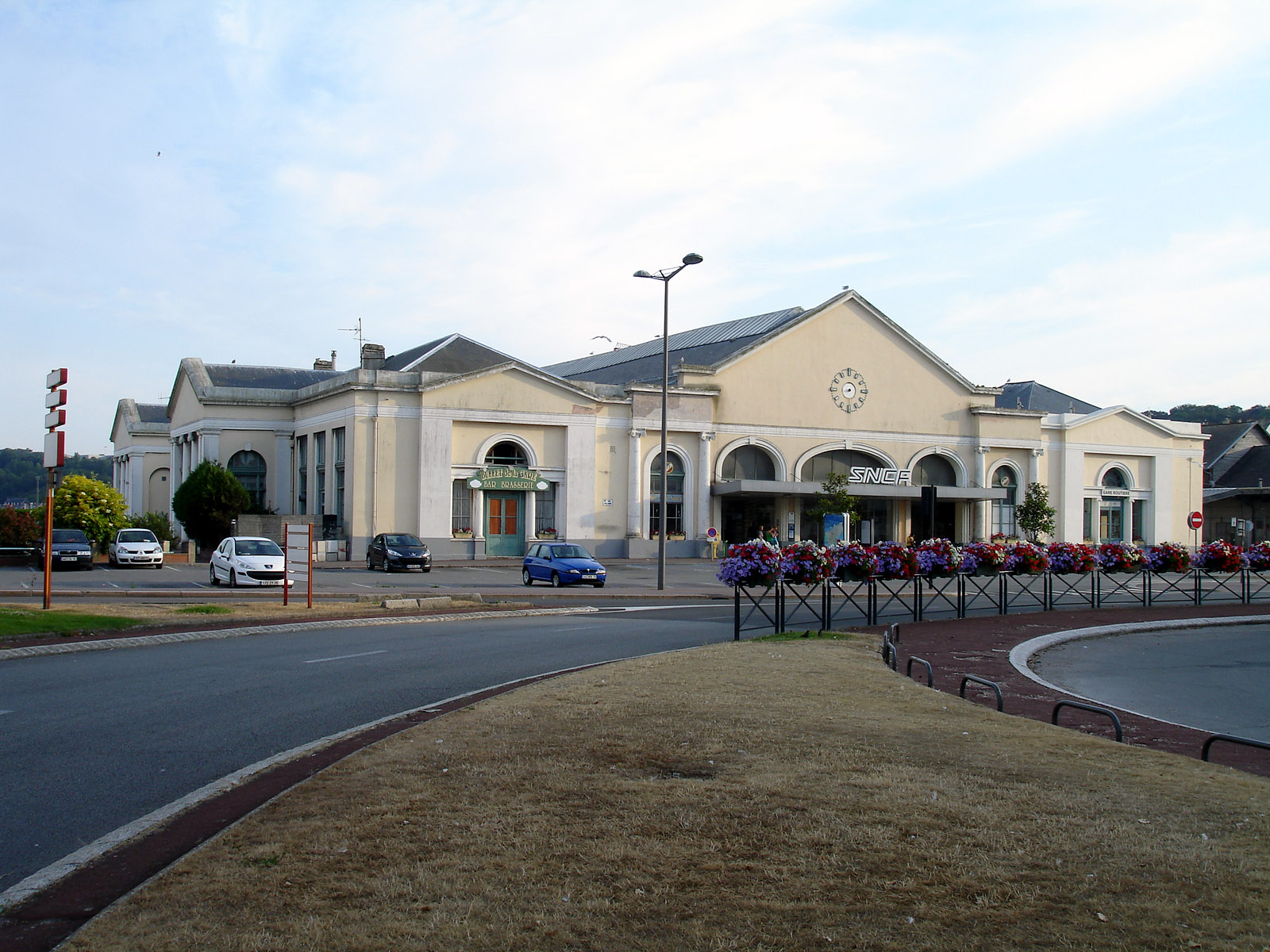
Empfangsgebäude des Bahnhofs

## Bevölkerungsentwicklung
| 1962   | 1968   | 1975   | 1982   | 1990   | 1999   | 2006   | 2019   |
| ------ | ------ | ------ | ------ | ------ | ------ | ------ | ------ |
| 36.736 | 39.025 | 39.466 | 35.957 | 35.894 | 34.653 | 33.618 | 28.241 |

## Sport
Der FC Dieppe ist der bekannteste Fußballverein der Stadt.

## Persönlichkeiten
- Jehan Ango (1480–1551), normannischer Reeder
- Jean Parmentier (1494–1529), Dichter und Seefahrer
- Pierre le Grand (16. und 17. Jahrhundert), Pirat
- Jean Doublet (zwischen 1528 und 1534–nach 1582), Schriftsteller
- Isaac de Caus (1590–1648), Architekt, Gartenarchitekt, Ingenieur und Radierer
- Antoine Daniel (1601–1648), Jesuit, Heiliger der römisch-katholischen Kirche
- Abraham Duquesne (1604–1688), Marineoffizier und Admiral in schwedischen Diensten
- Jean Crasset (1618–1692), Jesuit, Theologe, Schriftsteller
- Jean de Lalande (1619–1646), Jesuit, Missionar
- Jean Pecquet (1622–1674), Anatom
- Louis Cousin-Despréaux (1743–1818), Schriftsteller
- Claude-Charles Cartigny (1782–1852), Schauspieler
- Mary Anne Atwood (1817–1910), Autorin
- Victor Langlois (1829–1869), Orientalist und Reisender
- Emmanuel Louis Masqueray (1861–1917), Architekt, ab 1887 in den USA
- Louis Valtat (1869–1952), Maler
- Auguste de La Force (1878–1961), Historiker und Mitglied der Académie française
- Michel Alexandre (1888–1952), Philosoph
- Louis-Victor de Broglie (1892–1987), Physiker
- Jean Rédélé (1922–2007), Rallyefahrer und Gründer der Firma Renault Alpine
- Pierre Dupuis (1929–2004), Comiczeichner
- Philippe Nasse (1939–2008), Ökonom und Statistiker, Hochschullehrer und -direktor
- Valérie Lemercier (* 1964), Schauspielerin
- Emmanuel Petit (* 1970), Fußballspieler
- Arnaud Calbry (* 1974), Handballspieler und -trainer
- Naâman (1990–2025), Singer-Songwriter und Reggae-Sänger
- Léonice Huet (* 2000), Badmintonspielerin

## Partnerstädte
- Dieppe, Kanada
- Brighton, Vereinigtes Königreich
- Grimsby, Vereinigtes Königreich
- Luckenwalde, Deutschland (während der DDR-Zeit; die Beziehung wurde nach der deutschen Wiedervereinigung nicht mehr gepflegt)
- Westergellersen, Deutschland, seit 1993